# Gmina Radecznica
Die Gmina Radecznica ist eine Landgemeinde im Powiat Zamojski der Woiwodschaft Lublin in Polen. Ihr Sitz ist das gleichnamige Dorf.

## Gliederung
Zur Landgemeinde Radecznica gehören folgende 19 Ortschaften mit einem Schulzenamt:
Czarnystok
Dzielce
Gaj Gruszczański
Gorajec-Stara Wieś
Gorajec-Zagroble
Gorajec-Zagroble-Kolonia
Gorajec-Zastawie
Gruszka Zaporska
Latyczyn
Mokrelipie
Podborcze
Podlesie Duże
Podlesie Małe
Radecznica
Trzęsiny
Wólka Czarnostocka
Zaburze
Zakłodzie
Zaporze

## Persönlichkeiten
- Adam Krzemiński (* 1945), Journalist und Publizist, geboren in Radecznica.